# ATP Finals 2024 – mužská čtyřhra
Mužská čtyřhra ATP Finals 2024 probíhala okolo poloviny listopadu 2024, jakožto závěrečný turnaj profesionální tenisové sezóny mužů. Do deblové soutěže Turnaje mistrů, počtvrté hraného v turínské aréně Inalpi na tvrdém povrchu  GreenSet, nastoupilo osm nejvýše postavených párů na žebříčku  ATP Race. Ani jeden z dvojnásobných obhájců titulu, Američan Rajeev Ram či Brit Joe Salisbury, se do turnaje nekvalifikoval.
Prvními německými vítězi čtyřhry Turnaje mistrů se stali Kevin Krawietz s Timem Pützem, jakožto nejníže postavení šampioni od zavedení nasazování v roce 1995. Na okruhu ATP Tour vybojovali třetí titul po triumfech na Hamburg Open.

## Turnaj
Dva týmy na závěrečné události sezóny debutovaly, úřadující vítězové US Open Max Purcell s Jordanem Thompsonem a wimbledonští šampioni Harri Heliövaara s Henrym Pattenem. V rámci jednotlivců do čtyřhry poprvé zasáhli Andrea Vavassori, Max Purcell, Jordan Thompson a Henry Patten. V soutěži startovali tři bývalí šampioni závěrečné události sezóny, Marcel Granollers (2012) a spoluhráči Wesley Koolhof s Nikolou Mektićem (2020).
Purcell s Thompsonem se stali první australskou dvojicí v semifinále od Woodbridge s Woodfordem v roce 1999. Závěrečnou výhrou ve skupině – po boku Ebdena – se Rohan Bopanna stal ve 44 letech a 8 měsících historicky nejstarším vítězem zápasu na Turnaji mistrů.

### Krawietz s Pützem prvními německými vítězi
Vítězi se stali osmí nasazení Němci Kevin Krawietz a Tim Pütz. Ve finále zdolali salvadorsko-chorvatské turnajové jedničky Marcela Arévala s Matem Pavićem po zvládnutí tiebreaků 7–6 a 7–6. Celkový poměr vzájemných duelů vylepšili na 5–2, když se všechna utkání odehrála v sezóně 2024 v Melbourne, Indian Wells, Paříži, Montréalu, New Yorku a v základní skupině probíhajícího turnaje. Již do semifinále postoupili jako první německý pár v historii turnaje. V něm otočili průběh proti Purcellovi s Thompsonem, když ztratili úvodní sadu a jako první podání ve druhém dějství. Australanům pak v supertiebreaku odvrátili mečbol.
Krawietz s Pützem se stali prvními německými šampiony deblové soutěže Turnaje mistrů, nejníže postavenými od zavedení nasazování v roce 1995 a Pütz prvním debutantem, jenž ovládl čtyřhru od Koolhofa v roce 2020. Vylepšili tím finálové umístění německých deblistů, Fassbendera s Pohmannem z ročníku 1975, kdy se ale hrála jen skupinová fáze.
Od začátku nepravidelného partnerství v roce 2017 získali třetí společnou trofej, po triumfech na Hamburg Open 2023 a 2024. Krawietz na okruhu ATP Tour vybojoval jedenáctý deblový titul. Pro Pütze to bylo jubilejní desáté takové turnajové vítězství. Finálová porážka připravila Paviće o zkompletování kariérního Super Slamu.

## Nasazení párů
1. Marcelo Arévalo /  Mate Pavić (finále, 800 bodů, 505 900 USD/pár)
2. Marcel Granollers /  Horacio Zeballos (základní skupina, 0 bodů, 134 200 USD/pár)
3. Wesley Koolhof /  Nikola Mektić (základní skupina, 200 bodů, 230 800 USD/pár)
4. Simone Bolelli /  Andrea Vavassori (základní skupina, 200 bodů, 230 800 USD/pár)
5. Max Purcell /  Jordan Thompson (semifinále, 400 bodů, 327 400 USD/pár)
6. Rohan Bopanna /  Matthew Ebden (základní skupina, 200 bodů, 230 800 USD/pár)
7. Harri Heliövaara /  Henry Patten (semifinále, 600 bodů, 424 000 USD/pár)
8. Kevin Krawietz /  Tim Pütz (vítězové, 1 300 bodů, 862 700 USD/pár)

## Náhradníci
1. Nathaniel Lammons /  Jackson Withrow (nenastoupili, 0 bodů, 51 700 USD/pár)
2. Máximo González /  Andrés Molteni (nenastoupili, 0 bodů, 51 700 USD/pár)

## Soutěž
| Legenda                                                       |                                                                        |                                                   |
| - Q – kvalifikant - WC – divoká karta - LL – šťastný poražený | - Alt – náhradník - SE – zvláštní výjimka - PR/SR – žebříčková ochrana | - w/o – bez boje - r – skreč - d – diskvalifikace |

### Finálová fáze
|  | Semifinále | Semifinále                  | Semifinále                 | Semifinále | Semifinále |                               |    | Finále                  | Finále | Finále | Finále | Finále |
|  |            |                             |                            |            |            |                               |    |                         |        |        |        |        |
|  | 8          | Kevin Krawietz Tim Pütz     | 2                          | 6          | [11]       |                               |    |                         |        |        |        |        |
|  | 5          | Max Purcell Jordan Thompson | 6                          | 3          | [9]        |                               |    |                         |        |        |        |        |
|  | 5          | Max Purcell Jordan Thompson | 6                          | 3          | [9]        |                               | 8  | Kevin Krawietz Tim Pütz | 7      | 78     |        |        |
|  |            |                             |                            |            |            |                               | 8  | Kevin Krawietz Tim Pütz | 7      | 78     |        |        |
|  |            | 1                           | Marcelo Arévalo Mate Pavić | 65         | 6          |                               |    |                         |        |        |        |        |
|  | 7          | 1                           | Marcelo Arévalo Mate Pavić | 65         | 6          | Harri Heliövaara Henry Patten | 61 | 64                      |        |        |        |        |
|  | 7          |                             |                            |            |            | Harri Heliövaara Henry Patten | 61 | 64                      |        |        |        |        |
|  | 1          | Marcelo Arévalo Mate Pavić  | 7                          | 7          |            |                               |    |                         |        |        |        |        |

### Skupina Boba Bryana
|   |                                 | Arévalo Pavić    | Bolelli Vavassori | Bopanna Ebden         | Krawietz Pütz         | Zápasy | Sety       | Hry          | Pořadí |
| 1 | Marcelo Arévalo Mate Pavić      |                  | 6–3, 3–6, [10–3]  | 7–5, 6–3              | 3–6, 4–6              | 2–1    | 4–3 (57 %) | 30–29 (51 %) | 2.     |
| 4 | Simone Bolelli Andrea Vavassori | 3–6, 6–3, [3–10] |                   | 6–2, 6–3              | 5–7, 4–6              | 1–2    | 3–4 (43 %) | 30–28 (52 %) | 3.     |
| 6 | Rohan Bopanna Matthew Ebden     | 5–7, 3–6         | 2–6, 3–6          |                       | 7–5, 6–7(6–8), [10–7] | 1–2    | 2–5 (29 %) | 27–37 (42 %) | 4.     |
| 8 | Kevin Krawietz Tim Pütz         | 6–3, 6–4         | 7–5, 6–4          | 5–7, 7–6(8–6), [7–10] |                       | 2–1    | 5–2 (71 %) | 37–30 (55 %) | 1.     |

### Skupina Mika Bryana
|   |                                    | Granollers Zeballos   | Koolhof Mektić        | Purcell Thompson | Heliövaara Patten | Zápasy | Sety       | Hry          | Pořadí |
| 2 | Marcel Granollers Horacio Zeballos |                       | 6–4, 6–7(6–8), [8–10] | 6–7(14–16), 3–6  | 6–7(2–7), 4–6     | 0–3    | 1–6 (14 %) | 31–38 (45 %) | 4.     |
| 3 | Wesley Koolhof Nikola Mektić       | 4–6, 7–6(8–6), [10–8] |                       | 6–7(1–7), 3–6    | 6–4, 3–6, [10–12] | 1–2    | 3–5 (38 %) | 30–36 (45 %) | 3.     |
| 5 | Max Purcell Jordan Thompson        | 7–6(16–14), 6–3       | 7–6(7–1), 6–3         |                  | 6–7(3–7), 5–7     | 2–1    | 4–2 (67 %) | 37–32 (54 %) | 2.     |
| 7 | Harri Heliövaara Henry Patten      | 7–6(7–2), 6–4         | 4–6, 6–3, [12–10]     | 7–6(7–3), 7–5    |                   | 3–0    | 6–1 (86 %) | 38–30 (56 %) | 1.     |